# Rafael Portuondo Tamayo
Rafael María Portuondo Tamayo (Santiago de Cuba, Cuba Española, 21 de marzo de 1867 - Santiago de Cuba, Cuba, 15 de julio de 1908) fue un abogado, militar y político cubano.

## Orígenes y primeros años
Rafael Portuondo Tamayo nació en la muy importante ciudad de Santiago de Cuba, Cuba, el 21 de marzo de 1867.
Durante su niñez, ocurrieron la Guerra de los Diez Años (1868-1878) y la Guerra Chiquita (1879-1880), ambas por la independencia de Cuba. El joven Rafael creció durante la Tregua Fecunda y pronto se involucró en las distintas conspiraciones por la independencia de la isla, por aquel entonces colonia española.
Ya adulto, Rafael Portuondo participó en la fallida conspiración conocida como Paz del Manganeso, en 1890. Posteriormente, se integró al Partido Revolucionario Cubano, encabezado por José Martí.
Martí designó al joven Portuondo Tamayo como delegado personal del Partido en Oriente, en estrecha colaboración con el jefe militar de la región, el Mayor general Guillermón Moncada.

## Guerra Necesaria
Portuondo Tamayo se sublevó, junto al general Guillermón, en febrero de 1895. A finales de dicho mes, estalló la Guerra Necesaria (1895-1898), tercera guerra por la independencia de Cuba.
El general Moncada falleció de tuberculosis en su campamento, el 5 de abril de 1895. Tras dicho suceso, Portuondo Tamayo quedó bajo las órdenes del entonces coronel Victoriano Garzón.
Peleó en varias acciones combativas, destacando la Batalla de El Jobito, en mayo de 1895. Subordinado a los Generales Jesús Rabí y Bartolomé Masó, posteriormente, se integró al aparato civil del Gobierno de la República de Cuba en Armas. Participó en la Asamblea de Jimaguayú, el 13 de septiembre de 1895.
En dicho gobierno, desempeñó diferentes funciones político-legislativas. En 1896, fue comisionado por el gobierno cubano para marchar a los Estados Unidos, para conducir una expedición armada, que sirviera como apoyo y refuerzo al Ejército Mambí cubano.
Desembarcó por la costa sur de Oriente, el 30 de mayo de 1896, en la segunda expedición del vapor Three Friends. La expedición fue recibida por las fuerzas del mayor general José Maceo. Ascendido a General de Brigada (Brigadier), en diciembre de 1897, terminó la guerra, en agosto de 1898, con el grado de General de División.

## Últimos años y muerte
Rafael Portuondo presidió la “Comisión Ejecutiva” de la Asamblea de Santa Cruz del Sur, del 10 de noviembre de 1898 al 4 de abril de 1899, que reunió a representantes del Partido Revolucionario Cubano y del ejército libertador cubano.
Durante la Primera ocupación estadounidense en Cuba (1898-1902), fue fiscal de audiencias en Oriente y Camagüey. Elegido a la Asamblea Constituyente de 1901, se opuso firmemente a la Enmienda Platt.
Durante sus últimos años, fue miembro de la “Cámara de Representantes”, en representación de Oriente, desde 1902 hasta 1908, año en que murió asesinado, el 15 de julio, en su ciudad natal. Al fallecer, tenía 41 años de edad.